# Scooter (astronomia)

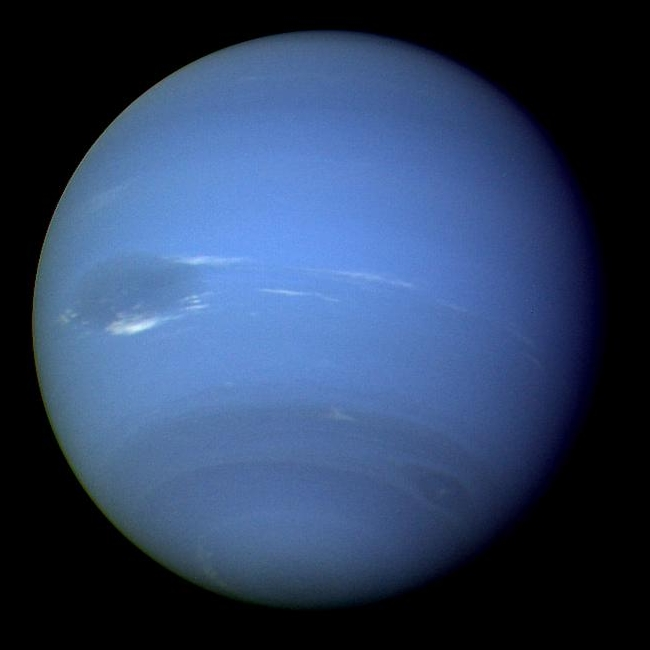
Le tre formazioni atmosferiche più grandi su Nettuno: a sinistra la Grande Macchia Scura circondata da cirri, in basso al centro lo Scooter, in basso a destra la Piccola Macchia Scura, vicina allo Scooter.

Lo Scooter è una macchia bianca irregolare presente nell'atmosfera di Nettuno, individuata dalla sonda Voyager 2 all'epoca del suo primo ed unico sorvolo del pianeta, il 25 agosto 1989. Il nome deriva dalla rotazione differenziale della formazione meteorologica, che copre tutta la circonferenza del pianeta in 16,8 ore; questo cirro si muove più rapidamente delle altre strutture atmosferiche di Nettuno, mantenendo lo stesso periodo di rotazione delle sue regioni interne. Per questo motivo la sua origine è comunemente attribuita ad una macchia calda presente in profondità, che genera una corrente ascensionale di solfuro di idrogeno in grado di penetrare attraverso l'alta atmosfera, formata da nubi di metano. Il moto convettivo sarebbe alimentato da una fonte di calore interna a Nettuno.